# Малышев, Валерий Михайлович
Вале́рий Миха́йлович Ма́лышев (род. 27 марта 1980, Владимир, СССР) — российский футболист, нападающий.

## Карьера
Воспитанник владимирского футбола. В 2001—2012 годах защищал цвета местного «Торпедо», вместе с которым становился победителем и призёром Второго дивизиона. Летом 2012 года пополнил ряды клуба «Тюмень». 18 февраля 2013 года подписал контракт с тверской «Волгой». 18 июня 2013 года вернулся во владимирское «Торпедо», где завершил карьеру в 2015 году. Во всех соревнованиях за владимирский клуб провёл 422 матча, забил 92 мяча.

## Достижения
- Победитель зоны «Запад» Второго дивизиона (2): 2004, 2010
- Бронзовый призёр зоны «Запад» Второго дивизиона (2): 2008, 2009
- Бронзовый призёр зоны «Запад» Второго дивизиона: 2005